# مویا کانن
مویا کانن (متولد 1956) نویسنده و شاعر ایرلندی با هفت مجموعه منتشر شده‌است که جدیدترین آنها مجموعه اشعار (Carcanet Press، منچستر، 2021) است.
مویا کانن در ایرلند به دنیا آمد و تاریخ و سیاست را در دانشگاه کالج دوبلین و کمبریج تحصیل کرد. او سپس به گالوی نقل مکان کرد و در آنجا به عنوان معلم کار کرد.
او جایزه O'Shaughnessy را از دانشگاه سنت توماس، سنت پل، مینه سوتا در سال ۲۰۰۱ دریافت کرده‌است. در سال ۲۰۱۱ استاد هیمبولد مطالعات ایرلندی در دانشگاه ویلانوا بود.